# Велика народна скупштина у Крагујевцу (1827)
Велика народна скупштина у Крагујевцу је одржана 14 — 18. јануара 1827.

## Велика народна скупштина у Крагујевцу 1827. године
Односи Русије и Турске дефинитивно су регулисани потписивањем конвенције у Акерману a та конвенција је, у ствари, значила пуну капитулацију Турске. Чланом V те конвенције Турска је признала да је дужна да испуни члан VIII Букурешког уговора о миру из 1812, који се односио на Србију. Новом редакцијом члан VIII био је не само у целости поновљен, него и објашњен и попуњен, a Турска ое свечано обавезала да одредбе уговора изврши у року од 18 месеци. Да би Кнеза Милоша што пре обавестио о новој обавези Турске и о развоју српског питања, гроф Неселроде послао је у Србију, у специјалној мисији, Михаила Германа, са својеручним писмом кнезу и са преписима Акарманске конвенције који су се односили на Србију.
Закључци Акерманске конвенције значили су велики успех политике Кнеза Милоша. Требало их је објавити народу, и ради тога је решено да се 14. јануара 1827. y Крагујевцу одржи велика скупштина народна за коју су позиви разаслани 2. јануара, a главним и истакнутијим лицима послани су специјални Милошеви позиви. Сваком нахијском старешини била је дужност да собом доведе 25—60 кметова, према величини нахије, по једног магистратског кнеза, те протопопе или намеснике.
Пре почетка скупштине, 14. јануара изјутра, извршена је свечана служба божја. После службе кнез Милош стао је са владиком Герасимом, Димитријем Давидовићем и Михаилом Германом, на једно узвишено место одакле је Давидовић прочитао спремљену Кнежеву беседу скупштини.
У беседи кнез Милош развија ток дотађаја још од Сулејман-пашина времена и образлаже колико је труда уложио да се, с једне стране код Русије a са друге стране код Порте, покрене и реши српско питање. Било је препрека и моралних и материјалних које је све требало савладати. Резултат тога рада је садржан у закљученој Акерманској конвенцији којом се признаје биће Србије.
„Видите, браћо, каже кнез Милош у беседи, „колико је блиско оно време кад ће и наше мило Отечество ступити у ред држава, и кад ће и наш народ почуствовати благодејанија благостојенија које праизлази од слободе богослужења и слободе трговине, и од заведенија закона и просвјештенија. Србин, у среди Царства Отоманског, до јуче туђ роб, данас душом да дане, и слободан да буде на свом именију и са својом главом и робљем није заиста мала ствар."
Даље беседа подсећа присутне скупштинаре на буне које су се догађале, па наставља „Ја сам живот мој жертвовао и смерт презирао. Ја сам неправедне укоре ваше слушао, јако се за њи мучио и туговао, и опет ји опростио, и то сам пред очима имао да Отечеству права извојујем за столетија оснивам и вас срећним учиним и по себи оставим..."
Одушевљење скупштинара било је велико. Милошу су поднесене безбројне изјаве благодарности. Клицало се руском цару, султану и Кнезу Милошу. Иза тога је било велико народно весеље и „благовање". На гошћење и част скупштинара из државне касе издато је неколико хиљада гроша.
16. јануара скупштина је састављала разна акта, међу којима и изјаву благодарности Кнезу Милошу. Захваљујући Кнезу на досадашњем раду, скупштина му поново признаје право наследства у породици: „Сви ми, вишеречени, повторавајући све наше досадашње заклетве од 1817. и 1826. године, потврђујемо вас, Сијатељнејши Кнеже, једнодушно и једногласно, и за нас и за нашу децу, и от рода у род, Господарем и Књазом нашим и заклињемо се и за нас и за потомке наше, како вама тако и свој вашој фамилији: да ћемо вам свагда и у свему верни и послушни бити, и сам Спаситељ био супостат оному, који ову заклетву наруши, тако нам свевишњи једини Бог помагао! Тако помогао нама, тако деци нашој!"
17. јануара пре подне Велики народни суд сазове сву скупштину пред цркву, где је прочитан акт, као и састав нове молбе султану да народу подари сва права тражена 1820, и да Милоша потврди наследним кнезом у Србији. По томе је скупштина позвала Кнеза Милоша и његову браћу Јована и Јеврема, и усмеио му заблагодарила на раду и труду. Најзад је скупштина, преко Василија Поповића, предала кнезу редигована акта, „које он, узевши, најпре метне на голу главу, па онда позове сву скупштину, те се с њом изљуби, држећи акте у руци".
Тога дана била је опет велика част, после које скупштинари редом почну одлазити у канцеларију кнежеву да потпишу акте и да на њих ударе своје печате. Потписало их је осам стотина скупштинара.